# Tramlijn Barendrecht - Zwijndrecht
De tramlijn Barendrecht Zwijndrecht was een tramlijn op IJsselmonde. Vanuit Barendrecht liep de lijn via Heerjansdam en Rijsoord naar Zwijndrecht.

## Geschiedenis
In 1904 werd de lijn geopend door de Rotterdamsche Tramweg Maatschappij en hij speelde een belangrijke rol bij de ontsluiting van de Zuid-Hollandse Eilanden. In Zwijndrecht gaf de lijn aansluiting op de veerdienst naar Dordrecht.
Deze lijn werd op last van de Duitse bezetter ontmanteld in 1941.

## Restanten
Van de lijn is weinig terug te vinden in het landschap, echter ter hoogte van 't Zwaantje (Rijksstraatweg, Ridderkerk, tussen huisnr. 164 en 173) is de route nog goed te volgen, daar gaat het fietspad achter de bebouwing over het oude trace. Het veer op Dordrecht vanuit Zwijndrecht vaart nog wel.
Ter hoogte van Middeldijk 33 zijn nog restanten te zien in de vorm van de brughoofden van de brug over de Oude Haven.

### Bron
- Inventarisatie-RTM.pdf. (2008-2011, gecontroleerd in februari 2023)